# Vroutek
Vroutek (in tedesco Rudig) è una città della Repubblica Ceca facente parte del distretto di Louny, nella regione di Ústí nad Labem.